# Ein Fall für zwei: Fasolds Traum
Fasolds Traum ist der Titel der 46. Episode der Krimiserie Ein Fall für zwei mit Günter Strack und Claus Theo Gärtner in den Hauptrollen.

## Handlung
Nach vierjähriger Haft wird Rainer Fasold auf Bewährung entlassen und von seiner Frau sowie seiner kleinen Tochter abgeholt. Ebenso taucht dessen früherer Komplize Gretzki vor dem Tor der JVA Butzbach auf. Von diesem fordert Fasold umgehend seinen Anteil am Erlös früherer Verbrechen, um damit seinen Traum von der Eröffnung einer Kneipe verwirklichen zu können. Er verspricht seiner Frau, die ihn mit dem zwischenzeitlichen Erwerb einer Gaststätte überrascht, fortan keine ungesetzlichen Dinge mehr zu tun. Fasolds ehemaliger Verteidiger Dr. Renz erscheint zur Eröffnung der Kneipe und beobachtet, dass ehemalige Komplizen ebenfalls anwesend sind. Er fordert Fasold auf, diesen Hausverbot zu erteilen, da die Polizei die Situation ebenfalls verfolgt. Kommissar Schmidtke bietet Fasold eine Zusammenarbeit an, um Gretzki überführen zu können. Fasold lehnt dies jedoch zunächst ab.
Drei Tage später erteilt ein ehemaliger Komplize Fasold ein lukratives Angebot, wird jedoch abermals des Lokals verwiesen. Daraufhin versteckt er im Toilettenbereich Heroin und alarmiert die Polizei, die die Gaststätte daraufhin umgehend versiegelt. Frau Fasold bittet Dr. Renz um Hilfe. In der ihm ausweglos erscheinenden Situation, der er aufgrund seiner Vorgeschichte nicht entkommen könne, entscheidet sich Rainer Fasold, wieder mit den damaligen Komplizen zusammenzuarbeiten. Der Privatdetektiv Josef Matula wird engagiert, um dies möglichst zu unterbinden. Von einer Nachbarwohnung eines der Komplizen aus beobachtet er, wie vier Männer, darunter Fasold, in Fliegeruniformen aufbrechen. Er verfolgt sie zum Frankfurter Flughafen, wo Fasold das Zündschloss eines VW T3 knackt. Die vier Männer befahren damit das Vorfeld und entwenden Frachtgut aus einem Flugzeug, das dort gerade entladen wird. Bei der anschließenden Flucht erkennen sie Matula und nehmen ihn gefangen. Fasold verhindert, dass er ermordet wird. Das geraubte Geld aus den Frachtsäcken wird teilweise zwischen Gangstern aufgeteilt.
Dr. Renz beschwert sich beim Kriminaldirektor über das harsche Vorgehen seitens des Kommissars Schmidtke gegen Fasold. Als weder Matula noch dieser sich melden, machen sich Anke Fasold und Dr. Renz Sorgen. Inzwischen ermittelt die Polizei unter der Leitung des Kommissars Schmidtke bezüglich des Raubes am Flughafen. Der dort angestellte Mitarbeiter Mirko Basewitsch hatte die Information bezüglich des Geldtransports an die Verbrecherbande weitergeleitet. Anke Fasold reagiert abweisend, als ihr Mann am Abend zu Hause eintrifft und von seinen Fluchtplänen berichtet. Er erzählt ihr von dem gefangen genommenen Mann, den sie als Josef Matula identifiziert. Sie informiert unverzüglich Renz diesbezüglich.
Matula kann sich aus seinen Fesseln befreien und verhindert, dass die verbliebenen drei Räuber das restliche Geld unter sich aufteilen und verschwinden. Rainer Fasold erklärt sich gegenüber Dr. Renz damit einverstanden, Matula zu befreien. Die Polizei trifft gleichzeitig am Ort des Verstecks ein. Renz überzeugt Kommissar Schmidtke, von einer Stürmung des Gebäudes abzusehen. Er übernimmt die Verantwortung dafür, dass Fasold die Befreiung Matulas in die Wege leiten werde. Als Matula entkommt, nehmen die Komplizen daraufhin spontan Fasold als Geisel. Die Polizei bietet ihnen zum Schein ein Fluchtfahrzeug an. Vom Dach des Gebäudes aus überwältigt Matula den einzig bewaffneten Peter Delp. Die Flucht der beiden verbliebenen unbewaffneten Komplizen wird mittels eines Gabelstaplers verhindert. Alle vier Täter einschließlich Fasold werden verhaftet. Renz verspricht Anke Fasold, erneut die Verteidigung für deren Ehemann zu übernehmen.

## Hintergrund

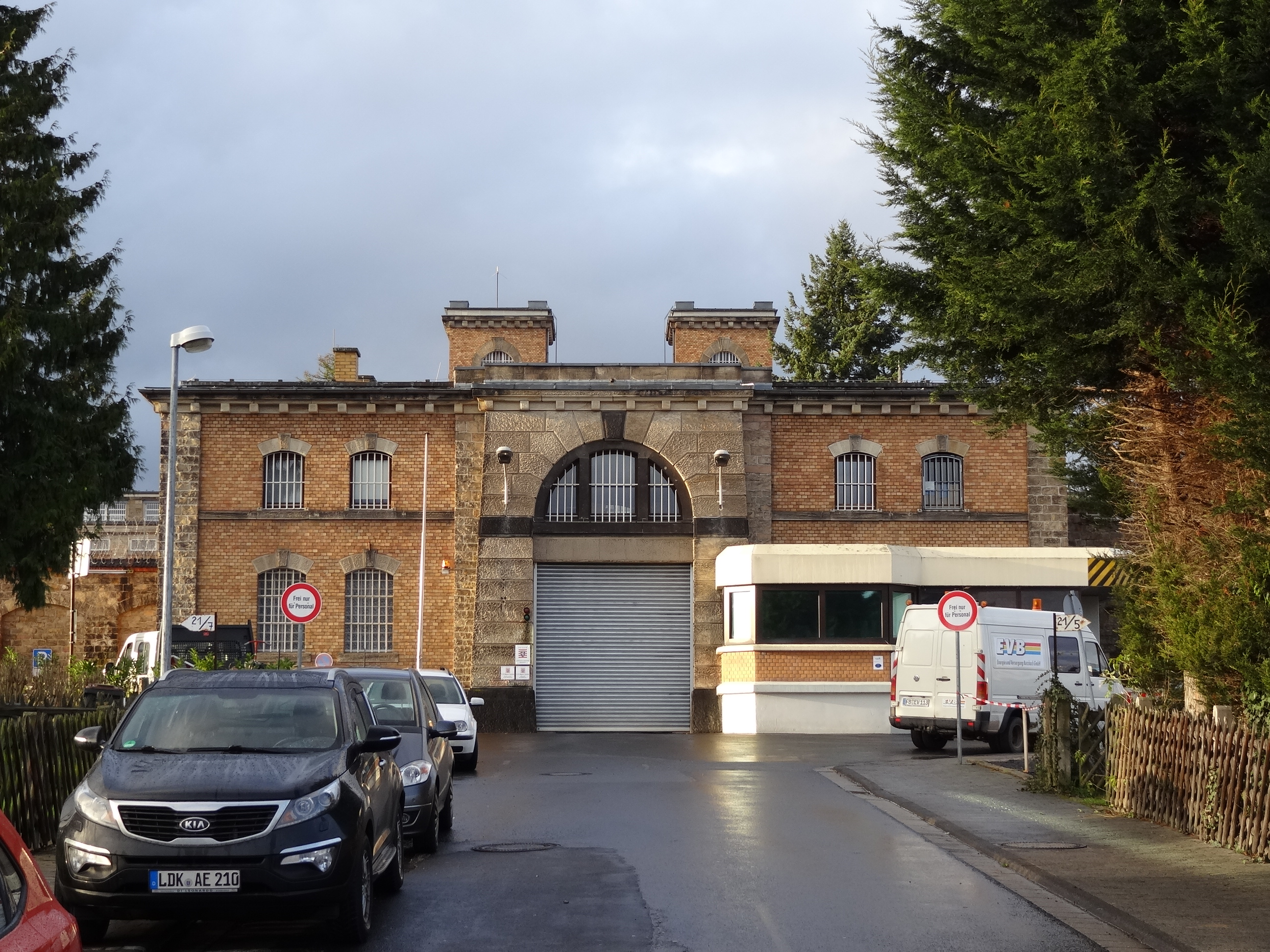
JVA Butzbach, aufgenommen aus identischer Perspektive wie zu Beginn der Episode

Die Episode wurde überwiegend im Rhein-Main-Gebiet gedreht. Die Kulisse der Kanzlei von Dr. Renz befand sich im Hotel InterContinental Frankfurt. In der ersten Einstellung ist das Hauptportal der Justizvollzugsanstalt Butzbach zu sehen.
In einer späteren Sequenz wird der Wechsel des Fluchtwagens in der Otto-Fleck-Schneise im Frankfurter Stadtwald inszeniert. Die darauffolgenden Szenen wurden zum Teil im Bereich des Ende der 1980er-Jahre abgerissenen Terminal Ost des Frankfurter Flughafens gedreht.